# بوئینگ وای‌بی-۹
بوئینگ وای‌بی-۹ (به انگلیسی: Boeing YB-9) یک بمب‌افکن دو موتوره ساخت شرکت بوئینگ در ایالات متحده در دوره میان‌دوجنگ بود. این هواگرد نخستین بمب‌افکن تک‌باله سپاه هوایی نیروی زمینی ایالات متحده بود.

## طراحی و توسعه

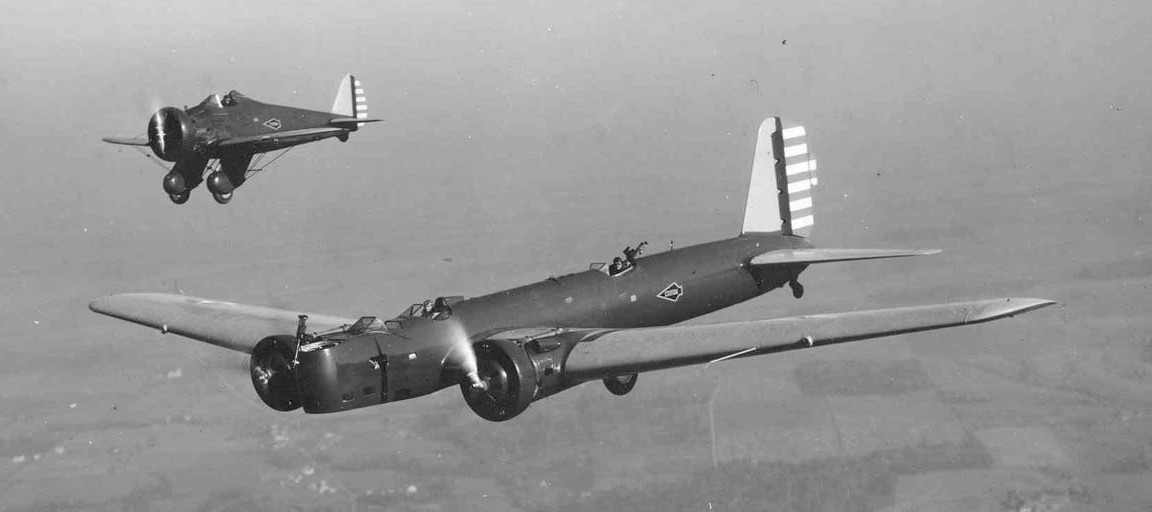
سری بوئینگ های YB و P-26

شرکت بوئینگ ماه ژانویه سال ۱۹۳۰ در یک پروژه خصوصی، شروع به کار بر روی طرح یک بمب‌افکن بر پایه هواگرد نامه‌بر پیشین مونومِیل کرد. نتیجه یک بمب‌افکن دو موتوره با عنوان شرکتی «مدل ۲۱۵» بود. سپاه هوایی نیروی زمینی ایالات متحده نسبت به این طرح ابراز تمایل کرد اما پشتیبانی مالی از آن صورت نگرفت. هواگرد برای نخستین بار روز ۲۹ آوریل سال ۱۹۳۱ با عنوان نظامی «وای‌بی-۹» به پرواز درآمد. وای‌بی-۹ با پیکربندی تک‌بال بال‌پایین، خصوصیات آیرودینامیکی خوبی داشت. هواگرد نیرو محرکه خود را از دو موتور پرت اند ویتنی آر-۱۸۳۱–۱۳ هر یک با توان ۶۰۰ اسب بخار در ارتفاع ۶٬۰۰۰ پایی، می‌گرفت. پیش‌نمونه به سرعت ۱۶۳ مایل بر ساعت (۲۶۲ کیلومتر بر ساعت) رسید. آزمایش‌ها برخی مشکلات را عیان کرد. موتور لرزشی زیاد و بدنه طولانی تمایل به پیچ‌خوردن داشت. بس از بهبودهای مختلف، درحالی‌که عنوان به «وای۱بی-۹ تغییر کرد، حداکثر سرعت به ۱۸۶ مایل بر ساعت (۲۹۹ کیلومتر بر ساعت) رسید که سریع‌تر همه بمب‌افکن‌های و بیشتر جنگنده‌های هم‌عصر بود. با این حال، سپاه هوایی تنها شش فروند از مدل تولیدی بی-۹ به علاوه پیش‌نمونه، سفارش داد. شرکت گلن ال. مارتین بابت بمب‌افکن بی-۱۰ قرارداد اصلی را دریافت کرد.

## مشخصات فنی
ب‌فاو ۲۲۲سی:
مشخصات عمومی
- خدمه: ۴ نفر
- طول: ۵۱ فوت ۶ اینچ (۱۵٫۷ متر)
- طول بال: ۷۶ فوت ۱۰ اینچ (۲۳٫۴ متر)
- ارتفاع: ۱۲ فوت (۳٫۶۶ متر)

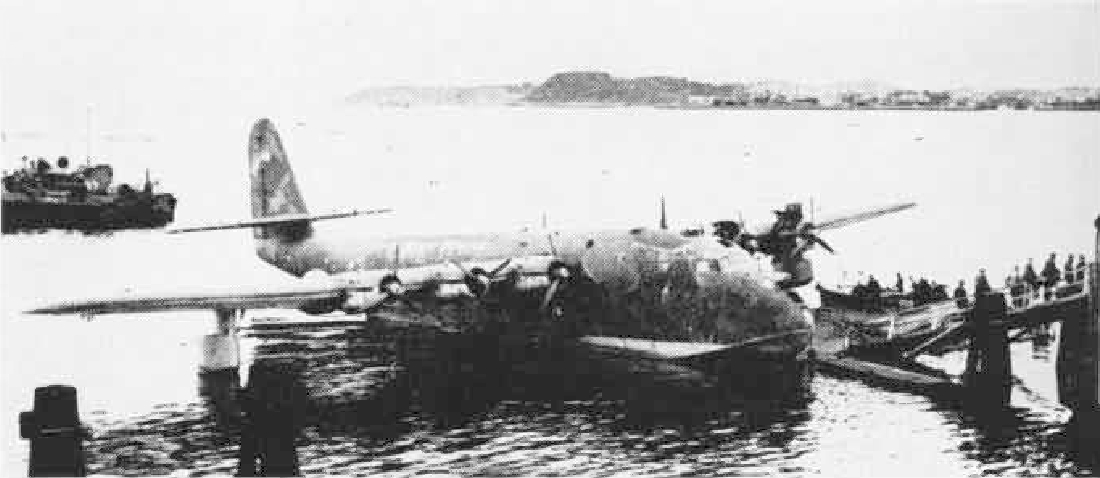
به‌غنیمت‌درآمده در نروژ

- نیرومحرکه: ۲ × موتور شعاعی پرت اند ویتنی آر-۱۸۳۱–۱۳سی: ۶۰۰ اسب بخار

عملکرد
- حداکثر سرعت: ۱۸۶ مایل بر ساعت (۲۹۹ کیلومتر بر ساعت)
- سقف پرواز: ۲۲٬۵۰۰ فوت (۶٬۸۵۸ متر)
- حداکثر برد: ۹۹۰ مایل (۱٬۵۹۳ کیلومتر)

تسلیحات
- ب‌فاو ۲۲۲سی-۰۹:
  - ۲ × مسلسل ۰٫۳ اینچ (۷٫۶۲ میلیمتر) متحرک یکی در دماغه و دیگری در جایگاه بالا پشت بدنه
  - تا ۲٬۲۰۰ پوند (۹۹۸ کیلوگرم) بمب